# بی‌ام‌آی رجیونال
بی‌ام‌آی رجیونال (به انگلیسی: BMI Regional) یک شرکت هواپیمایی با کد یاتا BM است که در تاریخ ۱۹۸۷ میلادی تأسیس شده است. دفتر مرکزی بی‌ام‌آی رجیونال در فرودگاه ایست میدلند، بریتانیا واقع شده‌است و قطب این شرکت هواپیمایی در فرودگاه ایست میدلند قرار دارد و به ۲۰ مقصد، پرواز مستقیم انجام می‌دهد.